# 西山怜那
西山 怜那（日语：西山 怜那，2001年1月14日—）是屬於前日本女子團體AKB48 Team A的偶像歌手，青森縣出身，所屬事務所為AKS。

## 經歷
2013年
- 11月10日、經由AKB48集團選秀會議選入Team A。

2014年
- 2月26日、Team A 「Waiting」公演正式出道。

2015年
- 12月16日、宣佈畢業。
- 12月23日、舉行畢業公演。

## AKB48的参加曲

### 單曲CD参加曲
- 「拉布拉多獵犬」中收錄
  - 你如此任性
- 「希望無限」中收錄
  - 順從的Slave
- 「紅唇Be My Baby」中收錄
  - 溫柔的place